# Equalizer 2
Pour les articles homonymes, voir Equalizer.
Série
Equalizer
(2014) Equalizer 3
(2023)
Pour plus de détails, voir Fiche technique et Distribution.
Equalizer 2 ou Le Justicier 2 au Québec (The Equalizer 2) est un film d'action américain réalisé par Antoine Fuqua et sorti en 2018. Il s'agit de la suite d’Equalizer du même réalisateur, sorti en 2014.
Le film met en scène Robert McCall, agent des services secrets américains à la retraite, qui continue de proposer ses services à des personnes dans le besoin. En Turquie, il retrouve notamment une petite fille enlevée par son père. De retour à Boston, McCall reprend son travail de chauffeur de VTC pour Lyft. Il transporte notamment régulièrement un homme âgé, Sam Rubinstein.  Il se lie par ailleurs avec un jeune voisin artiste, Miles Whittaker. Robert McCall apprend que son amie Susan Plummer a été assassinée lors d'une mission à Bruxelles. Ayant une dette envers la seule amie qui lui restait, il décide de reprendre les armes et de venger sa mort. À cette occasion, il retrouve Dave York, son ancien coéquipier, qui travaillait avec Susan.
Il s'agit d'une adaptation de la série télévisée américaine Equalizer, diffusée sur CBS de 1985 à 1989.

## Synopsis
Robert McCall vit toujours à Boston, où il travaille comme chauffeur et aide les moins fortunés avec l'aide de son amie proche et ancienne collègue de la CIA Susan Plummer. Robert se rend à Istanbul pour récupérer la fille de 9 ans d'une libraire, Grace Braelick, qui a été kidnappée par son père turc violent. Il aide également Sam Rubinstein, un survivant âgé de l'Holocauste, à chercher un tableau de Magda, sa sœur décédée dans les camps d'extermination nazis. Une nuit, Robert récupère une jeune femme nommée Amy, qui montre des signes d'avoir été droguée et agressée. Il emmène Amy à l'hôpital avant de retourner à l'appartement, où il bat brutalement les hommes qui l'ont agressée.
Robert rentre chez lui et découvre que la cour de son appartement a été vandalisée. Il accepte une offre de Miles Whittaker, un adolescent en difficulté doté d'un talent artistique, pour peindre une fresque murale. Pendant ce temps, Susan et l'officier de la CIA Dave York, ancien partenaire de Robert, sont appelés à enquêter sur le meurtre-suicide d'un membre de l'agence et de sa femme à Bruxelles. A leur hôtel, Susan est agressée dans sa chambre et assassinée, apparemment lors d'un vol. Réalisant que le coup fatal porté par des experts signifie que Susan a été ciblée et que le meurtre-suicide a été organisé, Robert retrouve Dave dans un parc et l'informe de ses conclusions.
Lors d'un de ses trajets, Robert est attaqué par un assassin se faisant passer pour un passager. Il parvient à tuer l'homme et récupère son téléphone portable, découvrant le numéro de Dave sur la liste d'appels du téléphone. Il confronte ce dernier chez lui et Dave admet qu'il est devenu un mercenaire après s'être senti utilisé et rejeté par le gouvernement. Il avoue également avoir tué Susan, car elle aurait compris qu'il était à l'origine des meurtres de Bruxelles. Robert quitte la maison où attendent le reste de l'ancienne équipe de Robert et les coéquipiers actuels de York - Kovac, Ari et Resnik. Robert promet de tuer toute l'équipe avant de partir.
Resnik et Ari se dirigent vers la maison de Susan pour tuer son mari Brian, mais Robert parvient à le trouver juste à temps et à le mettre à l'abri. Dave et Kovac pénètrent par effraction dans l'appartement de Robert, où Miles peint les murs. Surveillant l'appartement via des webcams, Robert dirige Miles vers un passage secret, puis appelle Dave, qui quitte l'appartement avec Kovac. Robert informe Dave qu'il sait où le retrouver. Alors que Miles sort de sa cachette et s'apprête à s'enfuir de l'appartement, il est capturé par Dave et Kovac. Dave déduit que Robert s'est rendu dans sa ville balnéaire natale, qui a été évacuée à l'approche d'un ouragan. Kovac, Ari et Resnik commencent à fouiller la ville dans des vents violents, tandis que Dave se place sur la tour de guet de la ville.
Robert tue furtivement l'équipe un par un, empalant Kovac avec un fusil-harpon, éventrant Ari avec des couteaux et faisant exploser Resnik dans un piège à farine dans l'ancienne boulangerie de la femme de Robert, déclenché par la propre grenade assourdissante de Resnik. Maintenant seul, Dave révèle à Robert qu'il a attaché Miles dans le coffre de sa voiture et commence à lui tirer dessus de manière moqueuse pour attirer Robert, mais celui-ci déjoue le dernier tir cadré de Dave dans le coffre en tirant sur les pneus de la voiture. Après que Dave a été renversé par les vents de tempête qui s'intensifient, Robert le confronte au sommet de la tour et le poignarde à mort avec son propre couteau, faisant tomber le cadavre du haut de la tour sur la côte de rochers. Les vagues dues à la tempête font disparaître le corps de Dave.
De retour à Boston, les informations de Susan sur la peinture de Sam aident Robert à réunir celui-ci avec Magda, bel et bien vivante. Miles finit de peindre la fresque sur le mur de briques du complexe d'appartements, retourne à l'école et se concentre sur son art tandis que, de retour dans son ancienne maison, Robert regarde la mer calme.

## Fiche technique
- Titre original : The Equalizer 2
- Titre français : Equalizer 2
- Titre québécois : Le Justicier 2
- Réalisation : Antoine Fuqua
- Scénario : Richard Wenk, d'après la série télévisée Equalizer créée par Michael Sloan et Richard Lindheim
- Photographie : Oliver Wood
- Décors : Naomi Shohan
- Distribution : Lindsay Graham et Mary Vernieu
- Costumes : Jenny Gering
- Son : David Esparza
- Montage : Conrad Buff IV
- Musique : Harry Gregson-Williams
- Production : Jason Blumenthal, Todd Black, Denzel Washington, Steve Tisch, Mace Neufeld, Alex Siskin et Tony Eldridge
- Sociétés de production : CBS Films, Escape Artists, Lonetree Entertainment et Mace Neufeld Productions
- Sociétés de distribution : Columbia Pictures (États-Unis), Sony Pictures Releasing France (France)
- Budget : 62 millions de dollars[2]
- Pays de production :  États-Unis
- Langues originales : anglais, quelques dialogues en français et arabe
- Format : couleur - son Dolby Digital
- Genre : action, thriller
- Durée : 121 minutes
- Dates de sortie :
  - États-Unis : 20 juillet 2018
  - France : 15 août 2018
- Classification[3] :
  - États-Unis : R - Restricted
  - France : interdit aux moins de 12 ans

## Distribution
- Denzel Washington (VF : Emmanuel Jacomy ; VQ : Jean-Luc Montminy) : Robert McCall
- Pedro Pascal (VF : Loïc Houdré ; VQ : Frédérik Zacharek) : Dave York
- Ashton Sanders (VF : Diouc Koma ; VQ : Xavier Dolan) : Miles Whittaker
- Bill Pullman (VF : Renaud Marx ; VQ : Marc Bellier): Brian Plummer
- Melissa Leo (VF : Marianne Basler ; VQ : Chantal Baril) : Susan Plummer
- Orson Bean (VF : Michel Leroyer ; VQ : Hubert Fielden) : Sam Rubinstein
- Sakina Jaffrey (VF : Behi Djamati Ataî ; VQ : Valérie Gagné) : Fatima
- Jonathan Scarfe (VF : Damien Boisseau ; VQ : Antoine Durand) : Resnick
- Kazy Tauginas (VF : Laurent Larcher) : Ari
- Garrett Golden (VF : Jean-Alain Velardo) : Kovac
- Adam Karst : Ibrahim
- Abigail Marlowe : Jana Calbert

Version française
- Société de doublage : Cinéphase
- Direction artistique : Béatrice Delfe
- Adaptation : Philippe Millet

 Source et légende : version québécoise (VQ) sur Doublage.qc.ca

## Production
Le tournage débute le 14 septembre 2017 à Boston, Massachusetts, notamment à South End,. Il a également lieu sur le Lynn Shore Drive (en) à Lynn, puis à Marshfield et Framingham.

## Accueil

### Accueil critique
Sur le site d'agrégation de critiques Rotten Tomatoes, le film bénéficie d'un taux d'approbation de 52 % basé sur 196 commentaires et d'une note moyenne de 5,6⁄10. Sur Metacritic, le film a un score moyen de 50⁄100, sur 43 critiques, indiquant « des critiques mitigées ou moyennes ». Les spectateurs interrogés par PostTrak ont attribué au film un score globalement positif de 86 %, tandis que CinemaScore a rapporté que les spectateurs lui ont attribué la note moyenne de « A » sur une échelle de A + à F, en hausse par rapport au film précédent qui avait été noté « A– ».
En France, le site Allociné propose une note moyenne de 2,5⁄5 à partir de l'interprétation de critiques provenant de 12 titres de presse.

### Box-office
| Pays ou région    | Box-office      | Date d'arrêt du box-office | Nombre de semaines |
| ----------------- | --------------- | -------------------------- | ------------------ |
| États-Unis Canada | 102 084 362 $   | 20 septembre 2018          | 9                  |
| France            | 818 996 entrées |                            | -                  |
| Total mondial     | 190 400 157 $   | -                          | -                  |